# Massacro di Rumbula
Il massacro di Rumbula è un termine usato per indicare le stragi del 30 novembre e del 8 dicembre 1941, in cui circa 25 000 ebrei furono uccisi nella foresta di Rumbula vicino a Riga, durante l'Olocausto. Fatta eccezione per il massacro di Babi Yar in Ucraina, questa è stata la più grande atrocità dell'Olocausto fino all'inizio delle operazioni nei campi di sterminio. Circa 24 000 delle vittime erano ebrei lettoni del ghetto di Riga e circa 1 000 ebrei tedeschi furono trasportati nella foresta in treno. La strage di Rumbula fu condotta dall'Einsatzgruppen A nazista con l'aiuto dei collaboratori locali dell'Arajs Kommando, con il supporto di altri ausiliari lettoni. Il responsabile dell'operazione era l'Höherer SS und Polizeiführer Friedrich Jeckeln, che in precedenza aveva supervisionato l'esecuzione di massacri simili in Ucraina. All'organizzazione del massacro partecipò anche Rudolf Lange, che in seguito partecipò alla conferenza di Wannsee. Alcune delle accuse contro il lettone Herberts Cukurs sono legate allo sgombero del ghetto di Riga da parte dell'Arajs Kommando. Gli omicidi di Rumbula, insieme a molti altri, hanno costituito la base del processo Einsatzgruppen del secondo dopoguerra dove un certo numero di comandanti delle Einsatzgruppen sono stati giudicati colpevoli di crimini contro l'umanità.

## Nomenclatura
Questo massacro è conosciuto con nomi diversi, in inglese "The Big Action" e "Rumbula Action", ma in Lettonia è semplicemente chiamato "Rumbula" o "Rumbuli". A volte è chiamato Jeckeln Action dal nome del suo comandante Friedrich Jeckeln. La parola "Aktion"  era usata dai nazisti come eufemismo per omicidio. Per Rumbula, l'eufemismo ufficiale era "azione di tiro" (Erschiessungsaktion). Nel processo Einsatzgruppen davanti al Tribunale Militare di Norimberga, all'evento non fu dato un nome ma semplicemente descritto come "l'omicidio di 10 600 ebrei" il 30 novembre 1941.

## Scelta della località
Rumbula era una piccola stazione ferroviaria a 12 chilometri a sud di Riga, oltre che capitale anche la principale città della Lettonia, che era collegata a Daugavpils, la seconda città più grande della Lettonia, dalla linea ferroviaria lungo il lato nord del fiume Daugava. Situato su una collina a circa 250 metri dalla stazione, il luogo del massacro era un "luogo piuttosto aperto e accessibile". La vista era bloccata dalla vegetazione, ma il rumore degli spari sarebbe stato udibile dalla stazione. L'area si trovava tra la linea ferroviaria e l'autostrada Riga-Daugavpils, con la linea ferroviaria a nord dell'autostrada.
Rumbula faceva parte di una foresta e di un'area paludosa conosciuta in lettone come Vārnu mežs. I suoni degli spari potevano essere, e lo sono stati, uditi dall'autostrada. Le autorità di occupazione tedesche effettuarono una serie di altri massacri sulla riva nord del Daugava nelle vicinanze di Rumbula. Il terreno era sabbioso ed era facile scavare tombe. Mentre i boschi di pini circostanti erano radi, al centro c'era un'area ricca di foreste che divenne il luogo prescelto per l'esecuzione. La linea ferroviaria e l'autostrada facilitavano lo spostamento delle vittime da Riga (doveva essere a pochi passi dal ghetto di Riga sul lato sud-est della città), nonché il trasporto degli assassini e delle loro armi.

## L'Olocausto in Lettonia

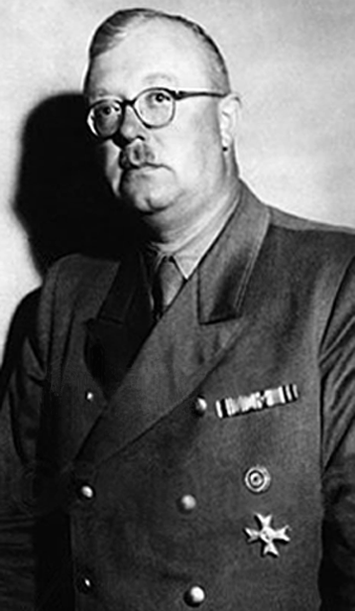
Hinrich Lohse. La sua politica di concentrare gli ebrei della Lettonia nel ghetto di Riga rese più facile per Friedrich Jeckeln uccidere circa 24000 persone in due giorni a Rumbula

L'Olocausto in Lettonia iniziò il 22 giugno 1941, quando l'esercito tedesco invase l'Unione Sovietica, compresi gli Stati baltici di Lituania, Lettonia ed Estonia che erano stati recentemente occupati dalle forze sovietiche dopo un periodo di indipendenza in seguito alla prima guerra mondiale. Gli omicidi di ebrei, comunisti e altri iniziarono quasi immediatamente, perpetrati da squadre assassine tedesche note come Einsatzgruppen ("Gruppi di attività speciali"), e anche altre organizzazioni, tra cui la polizia di sicurezza tedesca (Sicherheitspolizei o Sipo) e il Servizio di Sicurezza delle SS (Sicherheitsdiensto SD). I primi omicidi avvennero la notte del 23 giugno 1941, nella cittadina di Grobina, vicino a Liepāja, dove i membri del Sonderkommando 1a uccisero sei ebrei nel cimitero della chiesa. Gli occupanti nazisti furono anche aiutati da un'unità di lettoni nativi nota come Arājs Kommando, e almeno in una certa misura dalla polizia ausiliaria lettone.

### Coinvolgimento della popolazione locale
I nazisti volevano far sembrare che le popolazioni locali di lettoni fossero responsabili degli omicidi degli ebrei. Hanno tentato, senza molto successo, di fomentare rivolte mortali locali, note come pogrom, contro gli ebrei. Diffondevano voci secondo cui gli ebrei erano responsabili di diffusi incendi dolosi e altri crimini, e lo riferivano persino ai loro superiori. Questa politica di incitamento, che i nazisti chiamavano "azioni di autopulizia", fu riconosciuta come un fallimento da Franz Walter Stahlecker, il quale, come capo dell'Einsatzgruppe A, era il principale esperto di uccisioni dei nazisti negli Stati baltici.

### Creazione del Ghetto di Riga
L'obiettivo dell'SD era quello di rendere la Lettonia judenfrei, un neologismo nazista ossia "libero dagli ebrei". Entro il 15 ottobre 1941, i nazisti avevano ucciso fino a 30 000 dei circa 66 000 ebrei che non erano stati in grado di fuggire dal paese prima che l'occupazione tedesca fosse completata. Hinrich Lohse, che riferiva ad Alfred Rosenberg piuttosto che al capo dell'SD, Heinrich Himmler, voleva non tanto sterminare gli ebrei quanto piuttosto rubare tutte le loro proprietà, confinandoli nei ghetti, e usarli come schiavi per lo sforzo bellico della Germania. Questo conflitto burocratico rallentò il ritmo delle uccisioni nel settembre e nell'ottobre 1941. Lohse, come parte dell'"amministrazione civile", fu percepito dall'SD come contrario ai loro piani. Il 15 novembre 1941, Lohse chiese indicazioni a Rosenberg se tutti gli ebrei dovevano essere assassinati "a prescindere da considerazioni economiche". Entro la fine di ottobre, Lohse aveva confinato tutti gli ebrei di Riga, così come parte dell'area circostante, in un ghetto all'interno della città, le cui porte erano a circa 10 chilometri da Rumbula. Il ghetto di Riga era una creazione degli stessi nazisti e non esisteva prima della guerra.

## Arrivo di Friedrich Jeckeln

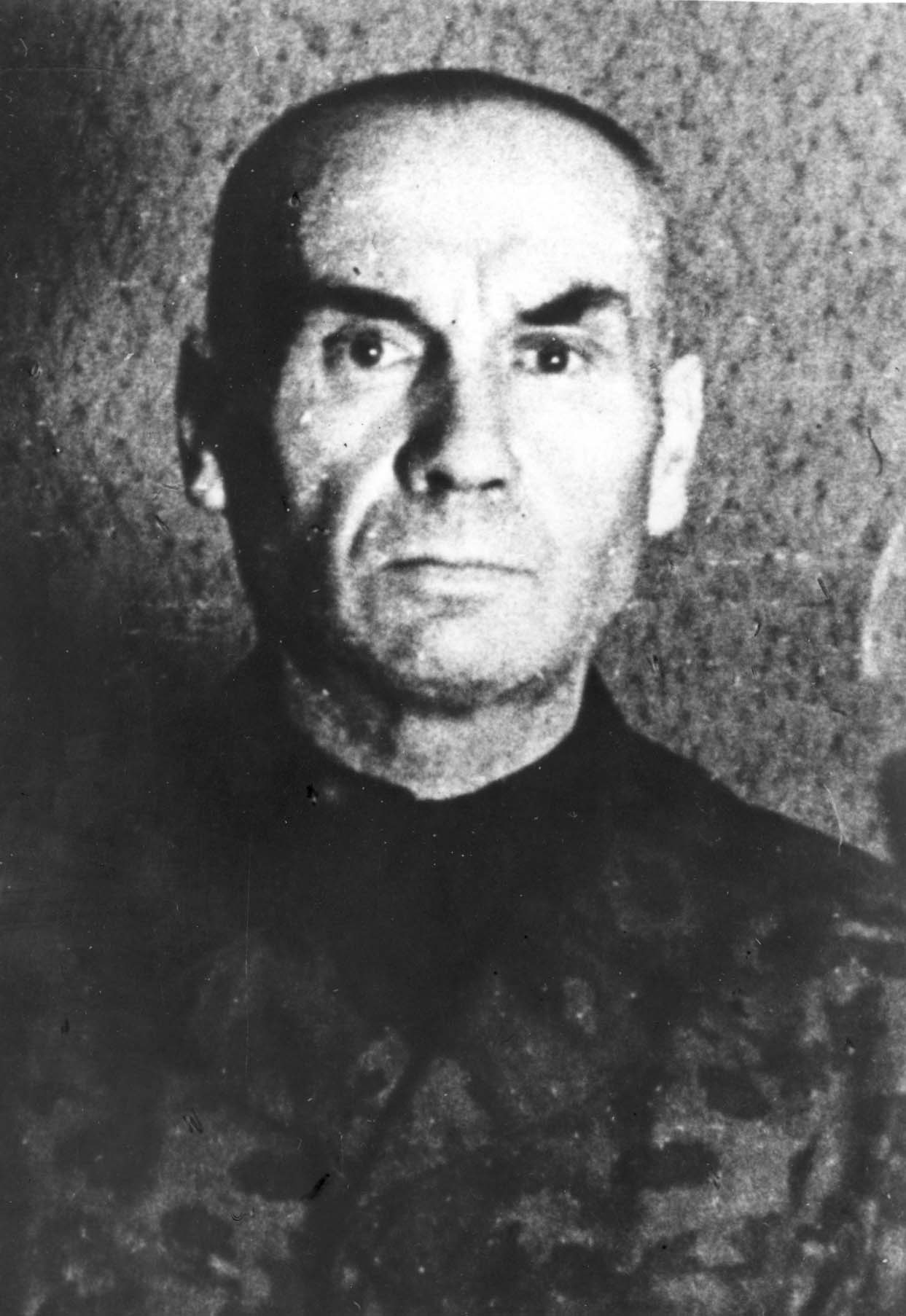
Friedrich Jeckeln sotto custodia sovietica dopo la seconda guerra mondiale. Il 27 gennaio 1942, è stato insignito della Croce al merito di guerra di prima classe con spade (Kriegsverdienstkreuz o KVK) per la sua spietata efficienza.

### Movente
Il movente di Himmler era quello di eliminare gli ebrei lettoni a Riga in modo che gli ebrei dalla Germania e dall'Austria potessero essere deportati nel ghetto di Riga e ospitati al loro posto. Gli omicidi di massa degli ebrei orientali confinati nei ghetti, motivati in modo simile, furono compiuti a Kovno il 28 ottobre 1941 (10 000 morti) e a Minsk, dove 13 000 furono fucilati il 7 novembre e altri 7 000 il 20 novembre. Per realizzare questo piano, Himmler portò Friedrich Jeckeln in Lettonia dall'Ucraina, dove aveva già organizzato una serie di omicidi di massa, tra cui a Babi Yar (30 000 morti). L'equipaggio di Jeckeln di circa 50 assassini, insieme ad altro personale di supporto, arrivò a Riga il 5 novembre 1941. Jeckeln non arrivò con loro, ma si recò invece a Berlino, dove tra il 10 e il 12 novembre 1941, incontrò Himmler. Himmler disse a Jeckeln di uccidere l'intera popolazione del ghetto di Riga e di istruire Lohse, se avesse obiettato, che questo era un reale ordine di Himmler e anche di Adolf Hitler: "Di' a Lohse che è il mio ordine, che è anche il desiderio del Führer".
Jeckeln si recò quindi a Riga e spiegò la situazione a Lohse, che non sollevò ulteriori obiezioni. A metà novembre 1941, Jeckeln si era stabilito in un edificio nella parte vecchia di Riga, noto come Ritterhaus. Tornato a Berlino, Rosenberg, il superiore di Lohse nella gerarchia nazista, riuscì a ottenere una concessione da Himmler, secondo cui il lavoro forzato estratto da ebrei maschi di età compresa tra 16 e 60 anni sarebbe stato considerato troppo importante per lo sforzo bellico della Germania. Di conseguenza, queste persone dovevano essere risparmiate, mentre donne, bambini, anziani e disabili sarebbero stati fucilati. Il piano di Jeckeln per realizzare questa segregazione delle vittime divenne noto come il "Piccolo ghetto".

### Pianificazione del massacro

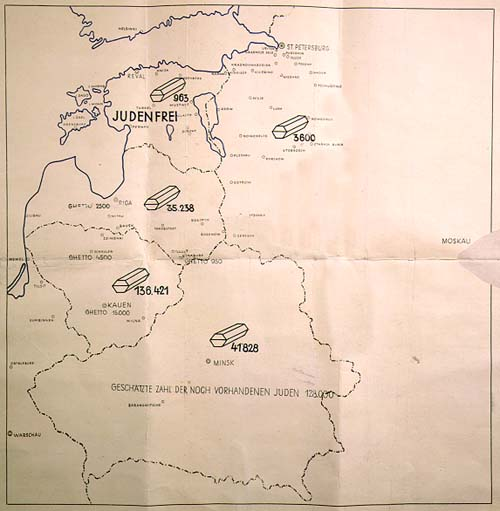
Il nazista Franz Walter Stahlecker, un altro fautore dell'Olocausto lettone, preparò questa mappa. Illustrata con bare, mostra che c'erano ancora 35000 ebrei rimasti in Lettonia prima dei massacri di Rumbula. L'Estonia, afferma il rapporto, è "libera dagli ebrei" (judenfrei).

Per adempiere all'ordine di Himmler di sgombrare il ghetto, Jeckeln avrebbe dovuto uccidere 12 000 persone al giorno. In quel periodo dell'anno c'erano solo circa otto ore tra luce e crepuscolo, quindi l'ultima colonna di vittime avrebbe dovuto lasciare il ghetto di Riga entro le 12:00. Le guardie sarebbero state poste su entrambi i lati lungo l'intero percorso della colonna di 10 chilometri. L'intero processo ha richiesto circa 1 700 persone per essere realizzato.
Lo specialista edile di Jeckeln, Ernst Hennicker, che in seguito dichiarò di essere rimasto scioccato quando seppe in anticipo del numero di persone da assassinare, tuttavia non fece obiezioni in quel momento e procedette a supervisionare lo scavo di sei fosse di omicidio, sufficienti per seppellire 25 000 persone. L'effettivo scavo delle fosse è stato fatto da 200 o 300 prigionieri di guerra russi. Le stesse fosse sono state progettate appositamente: sono state scavate a livelli, come una piramide rovesciata, con i livelli più ampi verso l'alto, e una rampa che scende ai diversi livelli in basso per consentire alle vittime di essere letteralmente fatte marciare nelle proprie tombe. Ci vollero circa tre giorni per finire i box, furono completati entro il 23 novembre 1941.
La sparatoria vera e propria è stata eseguita da 10 o 12 uomini della guardia del corpo di Jeckeln, tra cui Endl, Lueschen e Wedekind, tutti assassini esperti. Molto più tardi, l'autista di Jeckeln, Johannes Zingler, affermò in una testimonianza che Jeckeln lo aveva costretto a unirsi a lui come assassino minacciando di danneggiare la famiglia di Zingler. In massacri simili in Russia e in Ucraina, c'erano molti resoconti contrari a quelli di Zingler secondo cui la partecipazione era volontaria, e talvolta richiesta, e che coloro che si rifiutavano di prendere parte alle sparatorie non subivano conseguenze negative. In particolare, Erwin Schulz, capo di Einsatzkommando 5, ha rifiutato di partecipare a Babi Yar, un'altra atrocità di Jeckeln, e su sua richiesta fu trasferito di nuovo alla sua posizione prebellica a Berlino senza perdere però la posizione professionale.
Jeckeln non aveva lettoni che effettuavano sparatorie. Jeckeln considerava l'uccisione delle vittime nelle fosse un atto di abilità nel tiro e voleva dimostrare che i tedeschi erano intrinsecamente tiratori più precisi dei lettoni. Jeckeln inoltre non si fidava di altre agenzie, anche naziste, per realizzare i suoi desideri. Sebbene l'SD e la Polizia fossero coinvolti, Jeckeln incaricò la sua squadra di supervisionare ogni aspetto dell'operazione.

### Decisione sul sito

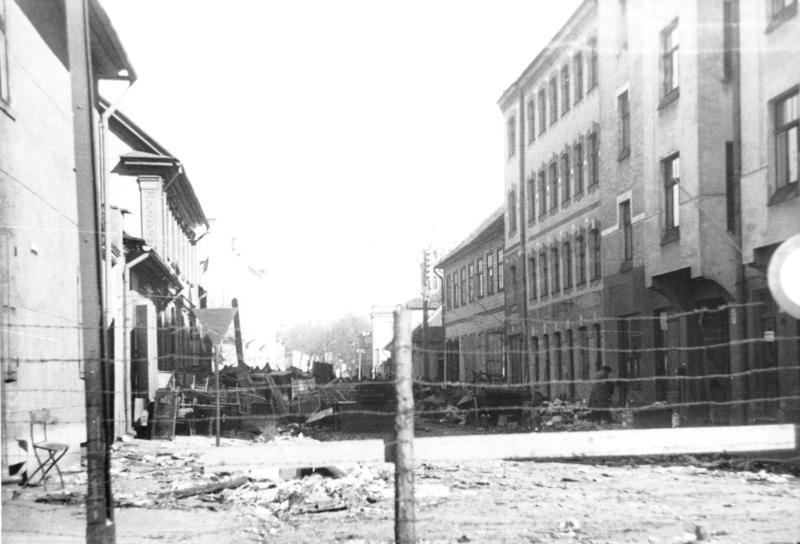
Il ghetto di Riga nel 1942, dopo il massacro di Rumbula

Jeckeln e il suo aiutante Paul Degenhart hanno cercato nelle vicinanze di Riga per trovare un sito adatto. Riga era situata in una zona paludosa dove la falda freatica era vicina al livello del suolo. Ciò avrebbe interferito con il corretto smaltimento delle migliaia di cadaveri. Jeckeln aveva bisogno di un terreno rialzato. Il sito doveva anche essere sul lato nord del fiume Daugava a pochi passi dal ghetto, anche sul lato nord. Intorno al 18 o 19 novembre Jeckeln si imbatté in Rumbula mentre stava guidando a sud verso il campo di concentramento di Salaspils (allora ancora in costruzione), e corrispondeva a ciò che stava cercando. Il sito era vicino a Riga, era su un terreno rialzato, e aveva un terreno sabbioso, con l'unico inconveniente la vicinanza all'autostrada (circa 100 metri).

### Sistema Jeckeln
Jeckeln sviluppò il suo "sistema Jeckeln" durante i numerosi omicidi che aveva organizzato in Ucraina, che includevano tra gli altri il massacro di Babi Yar e il massacro di Kam"janec'-Podil's'kyj. Lo chiamò "imballaggio di sardine" (Sardinenpackung). Il metodo Jeckeln è stato annotato, anche se non per il nome, nel giudizio dei comandanti delle Einsatzgruppen al tribunale militare di Norimberga, come mezzo per evitare il lavoro extra associato al dover spingere i corpi nella tomba. È stato riferito che anche alcuni degli esperti assassini degli Einsatzgruppen hanno affermato di essere stati inorriditi dalla sua crudeltà. Lo sterminio tramite fucilazione ha incontrato un problema quando si trattava di donne e bambini. Otto Ohlendorf, egli stesso un prolifico killer, si oppose alle tecniche di Jeckeln, secondo la sua testimonianza al processo del dopoguerra per crimini contro l'umanità. Jeckeln aveva personale specializzato in ogni parte separata del processo, inclusi i Genickschußspezialisten ("specialisti di colpi al collo"). C'erano nove componenti di questo metodo della catena di montaggio applicato al ghetto di Riga:
- La polizia di sicurezza svegliava le persone nelle loro case nel ghetto;
- Gli ebrei venivano organizzati in colonne di 1 000 persone e marciavano verso i campi di sterminio;
- La polizia tedesca (Ordnungspolizei o Orpo) conduceva le colonne a Rumbula;
- Erano già state scavate tre fosse dove l'uccisione sarebbe avvenuta contemporaneamente;
- Le vittime venivano spogliate dei loro vestiti e degli oggetti di valore;
- Le vittime venivano fatte passare attraverso un doppio cordone di guardie sulla strada per le fosse di sterminio;
- Per risparmiare la fatica di gettare i cadaveri nelle fosse, gli assassini costringevano le vittime viventi nella trincea sopra le altre persone che erano già state colpite;
- Fucili mitragliatori russi (un'altra fonte dice pistole semiautomatiche[7]) furono usati al posto delle armi tedesche, perché il caricatore conteneva 50 colpi e l'arma poteva essere impostata per sparare un colpo alla volta. Ciò ha anche consentito una certa negazione perché se i corpi fossero stati scoperti, si poteva affermare che poiché le vittime erano state colpite con proiettili russi, la responsabilità poteva essere attribuita a NKVD o qualche altra organizzazione comunista.
- Gli assassini costringevano le vittime a sdraiarsi a faccia in giù nella trincea, o più spesso sui corpi delle persone appena colpite. Le persone non erano colpite con raffiche di proiettili, ma piuttosto, per risparmiare munizioni, ogni persona veniva colpita solo una volta, alla nuca. Chiunque non sia stato assassinato a titolo definitivo è stato semplicemente sepolto vivo quando la fossa è stata coperta.[39]

### Il trasporto per le vittime inferme
Jeckeln aveva a sua diretta disposizione da 10 a 12 automobili e da 6 a 8 motociclette. Questo parco di mezzi è stato sufficiente per trasportare gli stessi assassini e alcuni ufficiali come testimoni. Jeckeln aveva bisogno di maggiori trasporti e più pesanti per i malati, i disabili o altre delle sue vittime designate che non potevano percorrere la marcia di 10 chilometri. Jeckeln ha anche anticipato che ci sarebbe stato un numero significativo di persone uccise lungo il percorso della marcia e che avrebbe avuto bisogno di circa 25 camion per raccoglierne i corpi. Di conseguenza, ordinò ai suoi uomini di perlustrare Riga per individuare veicoli adatti.

### Progettazione finale e istruzioni
Giovedì 27 novembre 1941, Jeckeln tenne una riunione dei capi delle unità partecipanti presso l'ufficio della Polizia di Riga (Schutzpolizei), un ramo della Polizia tedesca (Ordnungspolizei), per coordinare le loro azioni in vista del massacro successivo. Ciò appare coerente con il ruolo sostanziale che la polizia ha svolto nell'Olocausto, come affermato dal professor Browning:
(Christopher Browning)
Jeckeln convocò una seconda sessione di pianificazione dei comandanti nel pomeriggio di sabato 29 novembre 1941, questa volta al Ritterhaus. Secondo le versioni successive fornite dai presenti, Jeckeln tenne un discorso a questi ufficiali in cui affermava che era loro dovere patriottico sterminare gli ebrei del ghetto di Riga, proprio come se fossero in prima linea nelle battaglie che infuriavano lontano a est. Gli ufficiali hanno anche affermato in seguito che Jeckeln ha detto loro che la mancata partecipazione agli omicidi sarebbe stata considerata l'equivalente della diserzione e che tutto il personale HSSPF che non avrebbe partecipato all'azione era tenuto a frequentare il sito di sterminio come testimoni in quanto ufficiali. Nessun funzionario lettone era presente alla riunione del Ritterhaus del 29 novembre.
Verso le 19:00 del 29 novembre si è tenuto un terzo incontro breve (circa 15 minuti), questa volta presso la Questura. Questo è stato presieduto da Karl Heise, il capo della polizia protettiva. Ha detto ai suoi uomini che avrebbero dovuto presentarsi la mattina dopo alle 4:00 per effettuare un "reinsediamento" delle persone nel ghetto di Riga. Sebbene la parola "reinsediamento" fosse un eufemismo nazista per "omicidio di massa", Heisse e la maggioranza degli uomini della Polizia conoscevano la vera natura dell'azione. Le istruzioni finali sono state anche date alla milizia e alla polizia lettoni che avrebbero rastrellato le persone nel ghetto e avrebbero agito come guardie lungo il percorso. Alla polizia lettone è stato detto che avrebbero trasferito gli ebrei alla stazione di Rumbula per il trasporto in un campo di reinsediamento.
Nel processo Jahnke all'inizio degli anni 1970, il tribunale della Germania occidentale di Amburgo ritenne che uno scopo del sistema Jeckeln fosse nascondere il fine omicida fino alla fine. La corte ha inoltre rilevato:
- che entro la riunione serale del 29 novembre 1941, i comandanti intermedi conoscevano l'intera portata degli omicidi previsti;
- che i comandanti sapevano anche che la regola del bagaglio da 20 chilogrammi era uno stratagemma per ingannare le vittime facendole credere che sarebbero state veramente reinsediate;[7]
- che gli uomini dei ranghi inferiori non sapevano cosa fosse pianificato finché non hanno visto le sparatorie nella foresta.[43]

Il professor Ezergailis si è chiesto se la polizia lettone avrebbe potuto avere un'idea migliore di ciò che sarebbe effettivamente accaduto, essendo questo il loro paese natale, ma ha anche notato prove contrarie tra cui le istruzioni fuorvianti date alla polizia lettone dai tedeschi e il dare istruzioni, almeno ad alcuni tedeschi, di sparare a qualsiasi guardia che non riuscisse a giustiziare un ebreo "disobbediente" nel corso della marcia.

## Notizia anticipata alla Wehrmacht
Secondo la sua successiva testimonianza davanti al tribunale militare di Norimberga al processo dell'Alto Comando, Walter Bruns, un maggiore generale degli ingegneri, ha appreso il 28 novembre che le esecuzioni di massa pianificate avrebbero presto avuto luogo a Riga. Bruns inviò un rapporto ai suoi superiori, quindi sollecitò un certo "ufficiale amministrativo", di nome Walter Altemeyer, a rinviare l'azione fino a quando Bruns non avesse ricevuto una risposta. Altemeyer riferì a Bruns che l'operazione era stata eseguita in base a un "ordine del Führer". Bruns quindi inviò due ufficiali per osservare e riferire. La notizia anticipata degli omicidi pianificati raggiunse l'ufficio dell'intelligence della Wehrmacht (Abwehr) a Riga. Questo ufficio, che non era collegato al massacro, aveva ricevuto un cablogramma poco prima dell'inizio delle esecuzioni, dall'ammiraglio Wilhelm Canaris, che in sintesi indicava all'Abwehr di Riga che "non è degno di un ufficiale dell'intelligence essere parte o anche solo presente agli interrogatori o ai maltrattamenti”. Per "interrogatori e maltrattamenti", Canaris si riferiva al massacro pianificato.

## Preparazione del massacro

### Uomini robusti separati dagli altri
Intorno al 27 novembre 1941, un'area di quattro isolati del ghetto di Riga fu transennata con filo spinato, e questa zona divenne nota come il "piccolo ghetto". Il 28 novembre i nazisti emisero un ordine che imponeva agli uomini abili di trasferirsi nel piccolo ghetto e il resto della popolazione doveva presentarsi alle 6:00 del 30 novembre in una zona diversa per "lavori leggeri" con non più di un sacco da 20 chilogrammi. La reazione degli ebrei fu di orrore. A luglio e agosto, sono stati gli uomini della Lettonia a essere fucilati per primi, mentre alle donne e ai bambini è stato permesso di vivere, almeno per un po'. L'ordine per gli uomini di separarsi dalle loro famiglie è stato quindi percepito come un predicato per l'omicidio degli uomini, gli accordi tra Rosenberg e Himmler sono stati presi a loro insaputa. La mattina di sabato 29 novembre, i nazisti avevano finito di segregare gli uomini validi nel piccolo ghetto.
Il sopravvissuto al ghetto Max Kaufmann descrisse la scena in modo un po' diverso, scrivendo che il giovedì mattina, 27 novembre, fu affisso un grande manifesto in via Sadornika nel ghetto, che diceva, tra l'altro, che sabato 29 novembre 1941 tutti i detenuti del ghetto dovevano formarsi in colonne di 1 000 persone ciascuna vicino alla porta del ghetto per l'evacuazione dal ghetto. Le persone che vivevano più vicine al cancello sarebbero state le prime a partire. Kaufmann non descrive un ordine specifico che separa gli uomini abili dal resto delle persone. Afferma invece che "alle squadre di lavoro più numerose è stato detto che avevano la possibilità di rimanere nel piccolo campo appena formato e di ricongiungersi alle loro famiglie in seguito. Secondo Kaufmann, mentre le colonne da 1 000 si erano formate la mattina del 29, si sono poi disperse, provocando sollievo tra gli abitanti, che credevano che l'intera evacuazione fosse stata annullata. Sono state selezionate anche 300 sarte, che dal ghetto sono state trasferite nella prigione centrale.
Il professor Ezergailis afferma che mentre gli uomini erano al lavoro, i nazisti eliminarono gli uomini abili da quelli rimasti nel ghetto, e una volta che le squadre di lavoro tornarono, lo stesso processo fu impiegato di nuovo sui lavoratori di ritorno. Il totale, circa 4 000 uomini abili, furono inviati al piccolo ghetto appena creato. Kaufmann afferma che dopo essere tornato dal lavoro il 29, lui e suo figlio, allora di 16 anni, non sarebbero tornati nel grande ghetto, ma furono invece alloggiati in un edificio in rovina in via Vilanu nel piccolo ghetto.

### Arriva a Riga il primo trasporto di ebrei tedeschi
Il primo trasporto di ebrei tedeschi a Riga partì da Berlino giovedì 27 novembre 1941 e arrivò a Riga sabato 29 novembre 1941. Sia che gli ebrei dovessero essere morti di fame nel tempo, o semplicemente assassinati a titolo definitivo non era ancora stato deciso. Apparentemente all'ultimo minuto, Himmler decise che non voleva che questi ebrei tedeschi venissero uccisi immediatamente; il suo progetto invece era di ospitarli nel ghetto di Riga nelle abitazioni che sarebbero state rese disponibili dall'assassinio degli ebrei lettoni.
Per questo, domenica 30 novembre 1941, Himmler telefonò a Reinhard Heydrich, che, come capo dell'SD era anche il capo di Jeckeln. Secondo il registro telefonico di Himmler, il suo ordine a Heydrich era che gli ebrei sul trasporto da Berlino non dovevano essere assassinati, o nella terminologia nazista, "liquidati" (Judentransport aus Berlin. Keine Liquidierung). Himmler, tuttavia, fece questa chiamata solo all'1:30 del pomeriggio di quella domenica, e a quell'ora le persone sul treno erano morte. Quello che era successo era che non c'erano alloggi per gli ebrei tedeschi deportati quando arrivarono a Riga, quindi i nazisti li lasciarono sul treno. La mattina dopo, i nazisti condussero il treno carico di persone alla stazione di Rumbula. Hanno preso le persone dal treno, le hanno fatte marciare per la breve distanza fino alla scena del crimine e le hanno uccise tutte tra le 8:15 e le 9:00. Sono stati il primo gruppo a morire quel giorno. L'eufemismo nazista per questo crimine era che i 1 000 ebrei di Berlino erano stati "smaltiti". Successivamente, il 1º dicembre, e in una conferenza personale il 4 dicembre 1941, Himmler impartì a Jeckeln rigide istruzioni affinché nessun omicidio di massa di ebrei tedeschi deportati dovesse avvenire senza i suoi ordini espressi: "Gli ebrei deportati nel territorio dell'Ostland devono essere trattati solo secondo le linee guida fornite da me e dall'Ufficio principale della sicurezza del Reich che agisce per mio conto. Punirò atti unilaterali e violazioni".
Jeckeln affermò al suo processo del dopoguerra di aver ricevuto ordini da Himmler il 10 o 11 novembre, che "tutti gli ebrei dell'Ostland fino all'ultimo uomo devono essere sterminati". Jeckeln avrebbe potuto benissimo credere che uccidere gli ebrei tedeschi sul trasporto di Riga fosse ciò che Himmler desiderava, poiché poco prima del massacro di Rumbula, a Kaunas, in Lituania, erano stati compiuti omicidi di massa di ebrei tedeschi all'arrivo o poco dopo l'arrivo in Oriente, il 25 e 29 novembre 1941, quando la Sipo uccise 5 000 ebrei tedeschi e austriaci che erano arrivati con i trasporti l'11 novembre, tra cui circa 1 000 ebrei da Berlino.
Il professor Fleming suggerisce diverse ragioni per l'ordine di "non liquidazione" di Himmler. A bordo del treno c'erano da 40 a 45 persone che erano considerate "casi di evacuazione ingiustificata", nel senso che erano anziane o erano state insignite della Croce di Ferro per il servizio eroico alla Germania durante la Grande Guerra. Un'altra ragione potrebbe essere stata che Himmler esitò a eseguire l'esecuzione degli ebrei tedeschi per paura dell'effetto che avrebbe potuto avere sull'atteggiamento degli Stati Uniti, che al 30 novembre 1941 non erano ancora in guerra con la Germania. Il professor Browning attribuisce l'ordine e il fatto che, con due significative eccezioni, in generale ulteriori trasporti di ebrei a Riga dalla Germania non si sono tradotti in un'esecuzione di massa immediata, alla preoccupazione di Himmler per alcune delle questioni sollevate dalla fucilazione di tedeschi di ebrei autoctoni e il desiderio di rimandare lo stesso fino a quando potrebbe essere in maggiore segretezza e in un momento in cui potrebbero sorgere meno polemiche tra gli stessi nazisti.

### Donne, bambini e anziani costretti a uscire dal ghetto
Quando le colonne furono disperse sabato 29 novembre, gli abitanti del ghetto credettero, con loro sollievo, che non ci sarebbe stata l'evacuazione. Questo si è rivelato essere un pensiero sbagliato. La prima azione nel ghetto iniziò alle 4 del mattino, ben prima dell'alba, di domenica 30 novembre 1941. Al lavoro da ovest verso est (cioè verso Rumbula), le squadre dell'SD, della Polizia, del commando Araji, e circa 80 poliziotti ebraici del ghetto hanno svegliato le persone e hanno detto loro di presentarsi per l'assemblea entro mezz'ora. Max Kaufmann descrive il raid come iniziato nel cuore della notte del 29. Descrive "migliaia" di tedeschi e lettoni "assolutamente ubriachi" che invadono i ghetti, fanno irruzione negli appartamenti e danno la caccia agli occupanti mentre urlano selvaggiamente. Afferma che i bambini sono stati gettati dalle finestre del terzo piano. I distaccamenti hanno praticato aperture speciali nella recinzione per consentire un accesso più rapido all'autostrada a sud del sito della foresta in base alle mappe dettagliate del ghetto fornite da Ezergailis e Kaufmann.
Anche se gli uomini abili se ne erano andati, le persone resistevano ancora all'essere costretti a lasciare le loro abitazioni e cercavano di disertare dalle colonne mentre si muovevano attraverso la zona orientale del ghetto. I tedeschi hanno ucciso da 600 a 1 000 persone nel processo di cacciata delle persone. Alla fine si formarono e marciarono le colonne di circa 1 000 persone. La prima colonna è stata guidata dall'avvocato, il dottor Eljaschow. "L'espressione del suo viso non mostrava alcuna inquietudine; anzi, poiché tutti lo guardavano, si sforzava di sorridere speranzoso". Accanto al dottor Eljaschow nelle colonne c'era il rabbino Zack insieme ad altri noti cittadini di Riga. Tra le guardie c'erano Altmeyer, Jäger e Herberts Cukurs. Cukurs, un pilota di fama mondiale, era l'uomo SD lettone più riconoscibile sulla scena sociale, che Kaufmann descrisse come segue:
(Churbn Lettland - La distruzione degli ebrei della Lettonia)
Lo storico lettone Andrew Ezergailis afferma che "sebbene gli uomini di Arajs non fossero gli unici alla fine dell'operazione nel ghetto, nella misura con cui hanno partecipato alle atrocità, la responsabilità principale ricade sulle spalle di Herberts Cukurs".
Agli ebrei fu permesso di portare alcuni bagagli come finzione, per creare l'impressione tra le vittime che stavano semplicemente per essere reinsediati. Frida Michelson, una delle poche sopravvissute al massacro alle fosse, in seguito descrisse ciò che vide quel giorno:
... Le colonne di persone andavano avanti, a volte a mezza corsa, marciando, trottando, senza fine. Là uno, là l'altro cadeva e loro ci passavano sopra, continuamente sospinti dai poliziotti, «Più veloce, più veloce», con le loro fruste e il calcio dei fucili.
... Rimasi alla finestra e guardai fino a mezzogiorno circa quando l'orrore della marcia finì ... Ora la strada era tranquilla, niente si muoveva. I cadaveri erano sparsi dappertutto, con i rivoli di sangue che ancora colavano dai corpi senza vita. Erano per lo più anziani, donne incinte, bambini, portatori di handicap, tutti coloro che non riuscivano a tenere il passo con il ritmo disumano della marcia.»
(Frida Michelson, Sono sopravvissuta a Rumbuli, pp. 77-8)

### Dieci chilometri di marcia verso le fosse della morte
La prima colonna di persone, accompagnata da circa 50 guardie, ha lasciato il ghetto alle ore 06:00. Il 30 novembre 1941, le temperature dell'aria registrate a Riga erano -7,5 °C alle ore 07:00, -1,1 °C alle 09:00 e 1,9 °C alle 21:00. La sera prima c'era stata una nevicata di 7 cm, ma non era caduta neve il 30 novembre dalle 07:00 alle 21:00. Le persone in colonna non riuscivano a tenere il passo richiesto dalle guardie e la colonna si allungava. Le guardie uccisero chiunque cadesse nella colonna o si fermasse a riposare lungo il percorso di marcia di 10 chilometri. Le guardie tedesche, quando in seguito furono processate per i crimini di guerra, affermarono che furono i lettoni a compiere la maggior parte delle uccisioni. In Lettonia, al contrario, si raccontavano storie di poliziotti lettoni che rifiutavano l'ordine di sparare alle persone.

## 30 novembre: arrivo a Rumbula e prima serie di omicidi
La prima colonna di persone arrivò a Rumbula intorno alle 9:00 del 30 novembre. Alle persone fu ordinato di spogliarsi e depositare i loro vestiti e oggetti di valore nei luoghi designati e nelle scatole di raccolta, le scarpe in una, i soprabiti in un'altra, e così via. I bagagli furono depositati prima che gli ebrei entrassero nel bosco. Sono stati poi fatti marciare verso le fosse del delitto. Se c'erano troppe persone che arrivavano, venivano trattenute nella foresta vicina fino al loro turno. Quando le pile di vestiti diventarono enormi, i membri del commando Arajs caricarono gli articoli sui camion per essere trasportati a Riga. Il punto di svestizione è stato osservato con attenzione dagli assassini, perché era qui che c'era una pausa nel sistema, simile a un nastro trasportatore, dove potevano sorgere resistenze o ribellioni.
Le persone sono state quindi fatte marciare giù dalle rampe nei box, in fila indiana dieci alla volta, sopra le vittime precedentemente colpite, molte delle quali erano ancora vive. Alcuni piangevano, altri pregavano e recitavano la Torah. I portatori di handicap e gli anziani sono stati aiutati nella fossa dalle altre vittime più robuste.
(Andrew Ezergailis, L'Olocausto in Lettonia, 1941-1944: The Missing Center, pp. 253–4)
Le riprese sono proseguite oltre il tramonto nel crepuscolo, finendo probabilmente intorno alle 17:00, quando è scesa l'oscurità (le prove sono in conflitto su quando è finita la sparatoria. Una fonte dice che la sparatoria è andata avanti fino a tarda sera). Il loro obiettivo potrebbe essere stato intralciato dal crepuscolo, come il maggiore della polizia tedesca Karl Heise, che era andato avanti e indietro tra Riga e il luogo del delitto in quel giorno, ha avuto la sfortuna di essere stato colpito a un occhio da un proiettile di rimbalzo. Jeckeln stesso descrisse Rumbula al suo processo all'inizio del 1946.
A: Dieci o dodici soldati SD tedeschi.
D: Qual era la procedura?
R: Tutti gli ebrei sono andati a piedi dal ghetto di Riga al luogo della liquidazione. Vicino alle fosse, dovevano depositare i loro soprabiti, che venivano lavati, smistati e rispediti in Germania. Gli ebrei - uomini, donne e bambini - sono passati attraverso i cordoni di polizia mentre si dirigevano ai box, dove venivano fucilati dai soldati tedeschi.»
(Estratti dell'interrogatorio di Jeckeln)
I tiratori hanno sparato dal bordo delle fosse più piccole. Per le fosse più grandi, scendevano tra i morti e morivano dalla voglia di sparare ad altre vittime. Il capitano Otto Schulz-Du Bois, delle Riserve del genio dell'esercito tedesco, si trovava nella zona per i compiti di ispezione del ponte e della strada, quando ha sentito "rumori intermittenti ma persistenti di spari". Schulz-Du Bois si fermò per indagare e, poiché la sicurezza era debole, fu in grado di osservare gli omicidi. Pochi mesi dopo descrisse ciò che vide ad alcuni amici in Germania, che nel 1980 riferirono ciò che aveva detto loro Schulz-Du Bois:
(Gerald Fleming, Hitler e la soluzione finale)

### Gli ufficiali presenti
Jeckeln ha richiesto ai nazisti di alto rango di assistere agli omicidi di Rumbula. Lo stesso Jeckeln si trovava in cima ai box a dirigere personalmente i tiratori. Il commissario nazionale (Reichskommissar) per l'Ostland Hinrich Lohse era presente, almeno per un po'; potrebbe essere stato presente il dottor Otto Heinrich Drechsler, il Commissario Territoriale (Gebietskommissar) della Lettonia. Roberts Osis, il capo della milizia collaborazionista lettone (Schutzmannschaft) era presente per la maggior parte del tempo. Viktors Arajs, che era ubriaco, rimaneva molto vicino ai box supervisionando gli uomini lettoni del suo commando, che facevano la guardia e convogliavano le vittime nei box.

### Successivi omicidi e smaltimento dei corpi nel ghetto
Karl Heise tornò da Rumbula al ghetto di Riga verso le 13:00. Lì scoprì che circa 20 ebrei troppo malati per essere trasferiti erano stati portati non sul luogo del delitto, ma piuttosto in ospedale. Heise ordinò che fossero portati fuori dall'ospedale, messi in strada su pagliericci e uccisi con colpi d'arma da fuoco alla testa. Gli assassini dei pazienti in strada includevano membri della Schutzpolizei, Hesfer, Otto Tuchel e Neuman, oltre gli altri. C'erano ancora le centinaia di corpi rimasti dall'evacuazione forzata del mattino. Una squadra di ebrei normodotati fu delegata a prelevarli e portarli al cimitero ebraico utilizzando slitte, carriole e carri trainati da cavalli. Non tutti quelli che erano stati colpiti nelle strade erano morti; quelli ancora in vita furono finiti dal commando Arajs. Le tombe individuali non sono state scavate nel cimitero. Invece, usando la dinamite, i tedeschi fecero esplodere un grande cratere nel terreno, nel quale i morti venivano scaricati senza troppe cerimonie.

### Conseguenze dopo il primo giorno
Alla fine del primo giorno erano state uccise circa 13 000 persone, ma non tutte erano morte. Kaufman ha riferito che "la terra ha vomitato a lungo a causa delle molte persone mezzo morte". Il giorno dopo, fino alle 11:00 del mattino, alcune persone nude e ferite vagavano in cerca di aiuto, ma non ne ottennero nessuno. Nelle parole del professor Ezergailis:
(Andrew Ezergailis, L'Olocausto in Lettonia, 1941-1944: The Missing Center, p. 255)
Secondo lo storico Bernard Press, egli stesso sopravvissuto all'Olocausto in Lettonia:
(L'assassinio degli ebrei in Lettonia , pp. 106-7)

## Reazione tra i sopravvissuti
Il ghetto stesso fu una scena di omicidio di massa dopo la partenza delle colonne il 30 novembre, come descrisse Kaufmann:
(Churbn Lettland - La distruzione degli ebrei della Lettonia)
Il sangue scorreva letteralmente nelle fogne. Frida Michelson, una testimone oculare, ha registrato che il giorno dopo, il 1º dicembre, c'erano ancora pozzanghere di sangue per strada, ormai congelate.
Gli uomini del piccolo ghetto appena creato furono mandati alle loro postazioni di lavoro quella domenica, come il giorno prima. Lungo la strada, videro le colonne formate per la marcia verso Rumbula, e udirono i pianti, le urla e gli spari, ma non riuscirono a conoscere i dettagli. Gli uomini hanno chiesto ad alcuni dei soldati tedeschi di loro conoscenza di tornare nel ghetto per vedere cosa fosse successo. Questi soldati andarono, ma non riuscirono a ottenere l'ammissione al ghetto stesso. Da lontano, potevano ancora vedere "molte cose orribili". Riferirono questi fatti agli ebrei dei distaccamenti di lavoro, che chiesero loro di essere rilasciati presto dal lavoro per provvedere alle loro famiglie. Alle 14:00 questa richiesta è stata accolta, almeno per alcuni degli uomini, e sono tornati al ghetto. Trovarono le strade disseminate di oggetti, che dovevano raccogliere e portare al corpo di guardia. Hanno anche trovato un piccolo fagotto che si è rivelato poi essere un bambino ancora vivo, un bambino di circa quattro settimane. Una guardia lettone ha portato via il bambino. Kaufmann credeva che l'omicidio del bambino fosse una certezza.

## 8 dicembre: seconda serie di omicidi

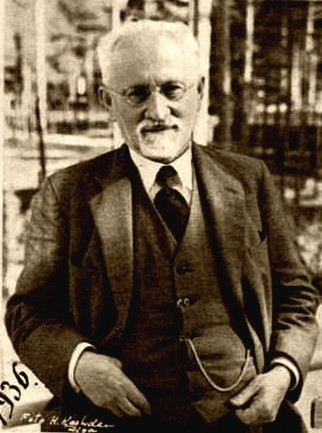
Simon Dubnow 1860-1941, scrittore ebreo, storico e attivista, di cui una leggenda narra che l'8 dicembre 1941, ha consigliato gli ebrei nel ghetto di Riga: "Ebrei, scrivete e registrate"

Jeckeln sembra aver voluto continuare gli omicidi il 1º dicembre, ma non lo ha fatto. Il professor Ezergailis ha suggerito che Jeckeln potrebbe essere stato ostacolato da altri problemi, come la resistenza degli ebrei a Riga. In ogni caso, le uccisioni non ripresero fino a lunedì 8 dicembre 1941. Secondo il professor Ezergailis, questa volta furono assassinati 300 ebrei costringendo le persone a uscire dal ghetto (un'altra fonte riporta che la brutalità nel ghetto è stata peggiore l'8 dicembre rispetto al 30 novembre). Quel lunedì nevicava e la gente potrebbe aver creduto che il peggio fosse passato. Nonostante tutto, le colonne si sono formate e hanno marciato fuori dalla città proprio come domenica 30 novembre, ma con alcune differenze. I pacchi da 20 chilogrammi non sono stati trasportati sul posto, come il 30 novembre, ma sono stati lasciati nel ghetto. Ai loro proprietari è stato detto che i loro bagagli sarebbero stati trasportati su un camion fino al punto di partenza fittizio per il reinsediamento. Alle madri con bambini piccoli e alle persone anziane è stato detto che potevano andare in slitta, e le slitte erano infatti disponibili. Almeno due poliziotti che avevano avuto un ruolo nel massacro del 30 novembre si rifiutarono di partecipare di nuovo l'8 dicembre. Questi erano il tedesco Zimmermann e il lettone Vilnis. La marcia stessa fu frenetica e brutale. Molte persone sono state calpestate a morte.
Max Kaufmann, uno degli uomini tra le squadre di lavoro nel piccolo ghetto, era ansioso di sapere cosa stava succedendo alla gente che aveva marciato l'8 dicembre. Organizzò, sfruttando la corruzione, una spedizione in camion apparentemente per raccogliere legna, ma in realtà per seguire le colonne e vedere la loro destinazione. Kaufmann in seguito descrisse ciò che vide dal camion mentre si spostava a sud lungo l'autostrada da Riga verso Daugavpils:
(Churbn Lettland - La distruzione degli ebrei della Lettonia)
Kaufmann notò le mitragliatrici allineate nella neve vicino al bosco e da sessanta a ottanta soldati, che identificò come appartenenti all'esercito tedesco. Il soldato che guidava il camion ha affermato che le mitragliatrici erano state posizionate solo per impedire le fughe (nel suo libro, Kaufmann dichiarò di essere certo che l'esercito tedesco avesse avuto un ruolo preciso nel massacro di Rumbula). Quel giorno guidarono lungo l'autostrada oltre Rumbula fino al campo di concentramento di Salaspils, per indagare su una voce secondo cui gli ebrei stavano evacuando per raggiungere il campo. Nel campo incontrarono i prigionieri di guerra russi, ma nessun prigioniero ebraico di Riga. I prigionieri dissero loro che non sapevano nulla degli ebrei. Frida Michelson era stata condotta fuori con la colonna e descrisse la foresta come circondata da un anello di uomini delle SS. Michelson descrisse ulteriormente la scena quando arrivarono a Rumbula quella mattina:
(Frida Michelson, I Survived Rumbuli, pp. 85-8)
Delle 12 000 persone costrette a lasciare il ghetto a Rumbula quel giorno, solo tre sopravvissuti noti in seguito ne hanno reso conto: Frida Michelson, Elle Madale e Matiss Lutrins. Michelson è sopravvissuto fingendo di essere morto mentre le vittime le gettavano addosso un mucchio di scarpe. Elle Madale sosteneva di essere lettone. Matiss Lutrins, un meccanico, persuase alcuni camionisti lettoni a permettere a lui e sua moglie (che i tedeschi in seguito trovarono e uccisero) di nascondersi sotto un camion carico di vestiti delle vittime che venivano trasportate a Riga.
Tra gli uccisi dell'8 dicembre c'era Simon Dubnow, un noto scrittore, storico e attivista ebreo. Dubnow era fuggito da Berlino nel 1933 quando i nazisti presero il potere, cercando sicurezza a Riga. L'8 dicembre 1941, troppo malato per essere condotto nella foresta, fu assassinato nel ghetto e fu sepolto in una fossa comune. Kaufmann afferma che dopo il 30 novembre il professor Dubnow è stato portato a vivere con le famiglie dei poliziotti ebrei in via Ludzas 56. L'8 dicembre, il brutale sovrintendente della guardia lettone Alberts Danskop è venuto a casa e ha chiesto a Dubnow se fosse un membro delle famiglie dei poliziotti. Dubnow ha detto che non lo era e Danskop lo ha costretto a uscire di casa per unirsi a una delle colonne che stava marciando in quel momento. Scoppiò un tumulto in casa e uno dei poliziotti ebrei, che Kaufmann riferisce essere un tedesco che aveva ottenuto la Croce di Ferro, si precipitò fuori per cercare di salvare Dubnow, ma era troppo tardi.
Secondo un altro resoconto, l'assassino di Dubnow era un tedesco che era stato un ex studente. Una voce, che in seguito divenne una leggenda, affermava che Dubnow disse agli ebrei presenti negli ultimi istanti della sua vita: "Se sopravvivi, non dimenticare mai ciò che sta accadendo qui, testimonia, scrivi e riscrivi, mantieni viva ogni parola e ogni gesto, ogni grido e ogni lacrima!" Quel che è certo è che le SS rubarono la biblioteca e le carte dello storico e le riportarono nel Reich.

## 9 dicembre: terza strage
Alcuni ebrei non abili lavoratori riuscirono a sfuggire alle azioni di massa del 30 novembre e dell'8 dicembre e si nascosero nel nuovo "piccolo ghetto". Il 9 dicembre 1941 i nazisti iniziarono un terzo massacro, questa volta all'interno del piccolo ghetto. Hanno perquisito il ghetto mentre gli uomini erano al lavoro. Chi hanno trovato nascosto è stato portato nella foresta di Biķernieki, sul lato nord-est di Riga, con autobus blu presi in prestito dalle autorità municipali di Riga, dove sono stati assassinati e sepolti in fosse comuni: circa 500 persone sono state uccise in questa operazione. Come per gli omicidi di Rumbula, le evacuazioni dal ghetto cessarono a mezzogiorno.

## Effetto di Rumbula sui piani per l'Olocausto

### Gli ebrei tedeschi nel ghetto di Riga
Nel dicembre 1941, i nazisti continuarono a impartire istruzioni agli ebrei in Germania, dovevano riferire di essere deportati in Oriente. Per la maggior parte di queste persone, a causa del cambio di programma di Himmler (come mostrato nella sua telefonata "keine Liquiderung") avrebbero avuto un anno o due di vita in un ghetto prima che arrivasse il loro turno di essere assassinati. Uno dei primi treni ad arrivare a Riga si chiamava "Bielefeld Transport". Una volta che gli ebrei tedeschi arrivarono sui trasporti di Riga nel dicembre 1941, furono mandati nel ghetto, dove scoprirono che le case erano state ovviamente lasciate di fretta. Gli arredi delle residenze erano in grande disordine e alcuni erano anche macchiati di sangue. Sui tavoli c'erano cibi congelati ma cotti e fuori nella neve c'erano carrozzine con bottiglie di latte congelato. Su un muro una famiglia tedesca trovò la scritta "Mamma, addio". Alcuni anni dopo, un sopravvissuto tedesco, allora bambino, ricorda che gli fu detto "Qui vivevano i lettoni", senza menzionare che erano ebrei. Un'altra sopravvissuta tedesca, Ruth Foster, raccontò ciò che aveva sentito sul massacro:
(Lyn Smith, Remembering: Voices of the Holocaust , pp. 100, 114, 128.)
Due mesi dopo, gli ebrei tedeschi che arrivavano nel ghetto stavano ancora trovando i corpi degli ebrei lettoni assassinati negli scantinati e nelle soffitte.

### Conferenza di Wannsee

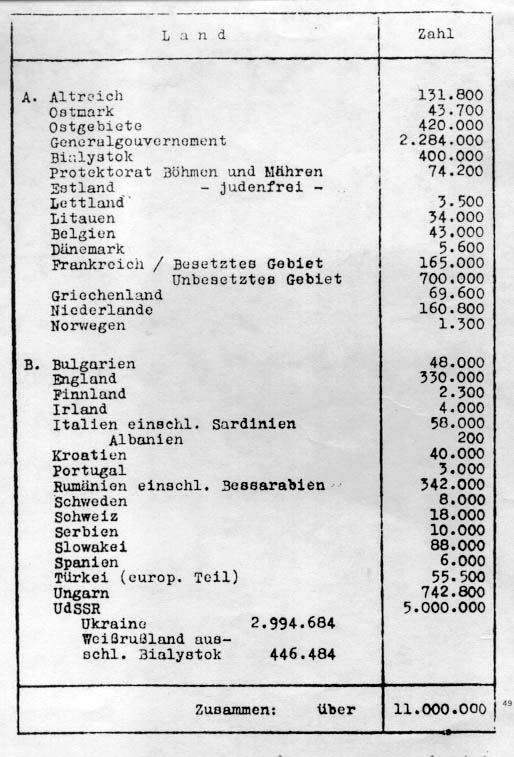
Questo documento della conferenza di Wannsee del febbraio 1942 mostra la popolazione degli ebrei in Lettonia (Lettland) scesa a 3500 persone

Rudolf Lange, comandante dell'Einsatzkommando 2 in Lettonia, è stato invitato alla famigerata conferenza di Wannsee per dare il suo punto di vista sulla proposta di soluzione finale alla cosiddetta questione ebraica. I nazisti non accettarono che le sparatorie fossero un metodo praticabile per uccidere milioni di persone, in particolare perché fu osservato che anche le truppe delle SS erano a disagio nello sparare agli ebrei tedeschi assimilati rispetto agli Ostjuden ("ebrei dell'est"). Il capo dell'amministrazione civile tedesca nell'area baltica, Wilhelm Kube, che non aveva obiezioni all'uccisione degli ebrei in generale si opponeva all'idea che gli ebrei tedeschi, "che provengono dal nostro circolo culturale", fossero assassinati casualmente dai soldati tedeschi.

## Operazioni successive sul sito
Nel 1943, apparentemente preoccupato di lasciare delle prove, Himmler ordinò che i corpi di Rumbula fossero dissotterrati e bruciati. Questo lavoro è stato svolto da un distaccamento di schiavi ebrei. Le persone che viaggiavano sulla ferrovia potevano facilmente sentire l'odore dei cadaveri in fiamme.
Nel 2001, il presidente della Repubblica di Lettonia, Vaira Vīķe-Freiberga, che era una bambina durante la seconda guerra mondiale, ha dichiarato in occasione di un servizio commemorativo per il 60º anniversario della distruzione dei corpi: "Potevamo sentire l'odore del fumo proveniente da Rumbula, dove i cadaveri venivano dissotterrati e bruciati per cancellare le prove."

## Giustizia

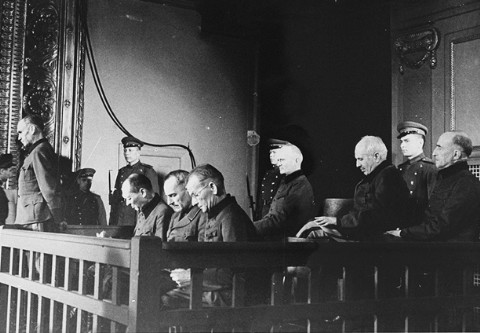
Friedrich Jeckeln, in piedi a sinistra, al suo processo per crimini di guerra a Riga all'inizio del 1946

Alcuni degli assassini di Rumbula sono stati assicurati alla giustizia:
- Hinrich Lohse e Friedrich Jahnke furono perseguiti nei tribunali della Germania occidentale e condannati a pene detentive.[91][92]
- Viktors Arājs sfuggì alla cattura per lungo tempo nella Germania occidentale, ma alla fine fu condannato all'ergastolo nel 1979.[93]
- Herberts Cukurs fuggì in Sud America, dove fu assassinato, presumibilmente da agenti del Mossad.[94]
- Eduard Strauch fu incriminato nel processo agli Einsatzgruppen e condannato a morte, morì in prigione prima che la sentenza potesse essere eseguita.[95]
- Friedrich Jeckeln fu impiccato pubblicamente a Riga il 3 febbraio 1946, a seguito del processo davanti alle autorità sovietiche.[96]

## Ricordo
Il 29 novembre 2002, nella foresta del luogo in cui è avvenuto il massacro, è stato inaugurato un memoriale, composto da lapidi, sculture e pannelli informativi.
Il centro del memoriale è un'area aperta a forma di stella di David. Una scultura di una menorah si trova al centro circondata da pietre che portano i nomi degli ebrei assassinati nel sito. Alcune delle pietre per lastricati portano i nomi delle strade nell'ex ghetto di Riga. Altre strutture in cemento delimitano le fosse comuni situate nel parco commemorativo.
Sulla strada che conduce nella foresta, un indicatore di pietra accanto a una grande scultura di metallo indica che migliaia di persone sono state guidate verso la morte lungo questa strada e all'ingresso del parco commemorativo, le targhe di pietra sono incise in quattro lingue: lettone, ebraico, inglese e tedesco; sulle targhe sono incise anche informazioni sugli eventi di Rumbula e sulla storia del memoriale.
Il memoriale è stato progettato dall'architetto Sergey Rizh. I contributi economici per costruire il memoriale sono stati raccolti da individui e organizzazioni in Germania, Israele, Lettonia e Stati Uniti.

### Storigrafia
- Anders, Edward, and Dubrovskis, Juris, "Who Died in the Holocaust?  Recovering Names from Official Records", Holocaust and Genocide Studies 17.1 (2003) 114-138
- Angrick Andrej e Klein Peter, The 'Final Solution' in Riga: Exploitation and Annihilation, 1941-1944, traduzione di Ray Brandon, Berghahn Books, 2012, ISBN 978-0857456014.
- Bloxham, Donald, Genocide on Trial; war crimes trials and the formation of Holocaust History and Memory, Oxford University Press, New York NY 2001 ISBN 0-19-820872-3
- Browning Christopher, Nazi Policy, Jewish Workers, German Killers, Cambridge University Press, 1999, ISBN 0-521-77490-X.
- Browning Christopher e Matthäus Jürgen, The Origins of the Final Solution: The Evolution of Nazi Jewish Policy, September 1939 – March 1942, Lincoln, University of Nebraska Press, 2004, ISBN 978-0-8032-5979-9.
- Dribins, Leo, Gūtmanis, Armands, and Vestermanis, Marģers, "Latvia's Jewish Community: History, Trajedy, Revival", Ministry of Foreign Affairs, Republic of Latvia
- Edelheit, Abraham J. and Edelheit, Hershel, History of the Holocaust: A Handbook and Dictionary, Westview Press,  Boulder, CO 1994 ISBN 0-8133-1411-9
- Eksteins, Modris, Walking Since Daybreak: A story of Eastern Europe, World War II, and the Heart of our Century, Houghton Mifflin, Boston 1999 ISBN 0-395-93747-7.
- pp. 354–88 Ezergailis Andrew, Latvia, in Wyman David S. e Rosenzveig Charles H. (a cura di), The World Reacts to the Holocaust, Baltimora, Johns Hopkins University Press, 1996a, ISBN 0-8018-4969-1.
- Ezergailis Andrew, The Holocaust in Latvia, 1941-1944: The Missing Center, Riga, Washington, Historical Institute of Latvia and the United States Holocaust Memorial Museum, 1996b, ISBN 978-9984905433.
- Fleming Gerald, Hitler and the Final Solution, Berkeley, University of California Press, 1994, ISBN 0520060229.
- Friedländer, Saul, The years of extermination: Nazi Germany and the Jews, 1939-1945, New York, NY 2007 ISBN 978-0-06-019043-9
- Hilberg, Raul, The Destruction of the European Jews (3d Ed.) Yale University Press, New Haven, CT 2003. ISBN 0-300-09557-0
- Hobrecht,Jürgen "We did survive it"- The Riga Ghetto. Documentary film, Berlin 2013, 98 Min. Outtakes: www.phoenix-medienakademie.com/Riga-survive
- Kaufmann Max, Churbn Lettland - The Destruction of the Jews of Latvia (PDF), traduzione di Laimdota Mazzarins, Costanza, Hartung-Gorre Verlag, 2010, ISBN 978-3-86628-315-2.
- Klee, Ernst, Dressen, Willi, and Riess, Volker, eds., The Good Old Days: The Holocaust as seen by its Perpetrators and Bystanders, (English translation) MacMillan Free Press, NY 1991 ISBN 0-02-917425-2
- Latvia Institute, The Holocaust in German-Occupied Latvia
- Michelson, Frida, I Survived Rumbuli, Holocaust Library, New York, NY 1979 ISBN 0-89604-029-1
- Ministry of Foreign Affairs of the Republic of Latvia, Holocaust Remembrance - Rumbula Memorial Site Unveiled, December 2002 Archiviato il 28 settembre 2011 in Internet Archive.
- Press, Bernard, The Murder of the Jews in Latvia, Northwestern University Press, 2000 ISBN 0-8101-1729-0
- Reitlinger, Gerald, The SS—Alibi of a Nation, at 186, 282, Viking Press, New York, 1957 (Da Capo reprint 1989) ISBN 0-306-80351-8
- Roseman, Mark, The Wannsee Conference and the Final Solution—A Reassessment, Holt, New York, 2002 ISBN 0-8050-6810-4
- Rubenstein, Richard L., and Roth, John K., Approaches to Auschwitz, page 179, Louisville, Ky. : Westminster John Knox Press, 2003.  ISBN 0-664-22353-2
- (DE)  Scheffler, Wolfgang, "Zur Geschichte der Deportation jüdischer Bürger nach Riga 1941/1942", Volksbund Deutsche Kriegsgräberfürsorge e.V. – 23.05.2000
- Schneider, Gertrude, Journey into terror: story of the Riga Ghetto, (2d Ed.) Westport, Conn. : Praeger, 2001 ISBN 0-275-97050-7
- Schneider, Gertrude, ed., The Unfinished Road: Jewish Survivors of Latvia Look Back, Praeger Publishers (1991) ISBN 978-0-275-94093-5
- Smith, Lyn, Remembering: Voices of the Holocaust, Carroll & Graf, New York 2005 ISBN 0-7867-1640-1
- Winter, Alfred, "Rumbula Viewed From The Riga Ghetto" from  The Ghetto of Riga and Continuance - A Survivor's Memoir  1998
- Elmar Rivosch. Riga Manuskript
- Alexander Bergmann. Aufzeichnungen eines Untermenschen.

### Processi e prove per crimini di guerra
- Brätigam, Otto, Memorandum dated 18 Dec. 1941, "Jewish Question re correspondence of 15 Nov. 1941" translated and reprinted in Office of the United States Chief of Counsel For Prosecution of Axis Criminality, Nazi Conspiracy and Aggression, Exhibit 3666-PS, Volume VII, pages 978–995, USGPO, Washington DC 1946 ("Red Series")
- Jeckeln, Friedrich, excerpts from minutes of interrogation, 14 December 1945 (Maj. Zwetajew, interrogator, Sgt. Suur, interpreter), pages 8–13, from the Historical State Archives, as reprinted in Fleming, Hitler and the Final Solution, at pages 95–100 (Portions of the Jeckeln interrogation are also available online at the Nizkor website Archiviato il 18 luglio 2011 in Internet Archive.).
- Stahlecker, Franz W., "Comprehensive Report of Einsatzgruppe A Operations up to 15 October 1941", Exhibit L-180, translated in part and reprinted in Office of the United States Chief of Counsel For Prosecution of Axis Criminality, Nazi Conspiracy and Aggression, Volume VII, pages 978–995, USGPO, Washington DC 1946 ("Red Series")
- The International Military Tribunal for Germany, su Yale Law School / Lillian Goldman Law Library / The Avalon Project.
- Trials of War Criminals before the Nuernberg Military Tribunals under Control Council Law No. 10, Nuernberg, October 1946 - April 1949, Volume IV, ("Green Series) (the "Einsatzgruppen case") also available at Mazel library (well indexed HTML version)

### Approfondimenti
- Katz, Josef, One Who Came Back, University of Wisconsin Press, (2nd Ed. 2006) ISBN 978-1-928755-07-4
- Iwens, Sidney, How Dark the Heavens—1400 Days in the Grip of Nazi Terror, Shengold Publishing (2d ed. 1990) ISBN 978-0-88400-147-8
- Michelson, Max, City of Life, City of Death: Memories of Riga, University Press of Colorado (2001) ISBN 978-0-87081-642-0